# Hemichromis lifalili
El cíclido joya rojo (Hemichromis lifalili) es una especie de peces de la familia Cichlidae en el orden de los Perciformes.

## Morfología
Los machos pueden llegar alcanzar los 8,2 cm de longitud total.

## Distribución geográfica
Se encuentran en África: cuenca del río Congo en Katanga.